# Liu Jizeng
Liu Jizeng (柳继增S, Liǔ JìzēngP; 1954) è un ex cestista cinese.

## Carriera
Con la Cina ha disputato i Campionati mondiali del 1978.